# Amy Recha
Amy Recha (* 13. Mai 1992 in Singapur), mit vollständigen Namen Amy Recha Pristifana Bin Samion, ist ein singapurischer Fußballspieler.

## Karriere

### Verein
Amy Recha erlernte das Fußballspielen in der Jugendmannschaft von Geylang International. Hier stand er bis 2013 unter Vertrag. Der Verein spielte in der ersten singapurischen Liga, der S. League. Bereits als Jugendspieler kam er 22-mal in der ersten Liga zum Einsatz. 2012 stand er mit dem Verein im Finale des Singapore League Cup. Im Endspiel verlor man gegen 2:0 gegen Brunei DPMM FC. Für Geylang absolvierte er insgesamt 25 Erstligaspiele. 2014 wechselte er zum Ligakonkurrenten Young Lions. Die Young Lions sind eine U23-Mannschaft, die 2002 gegründet wurde. In der Elf spielen U23-Nationalspieler und auch Perspektivspieler. Ihnen soll die Möglichkeit gegeben werden, Spielpraxis in der ersten Liga zu sammeln. 28-mal stand er für die Lions auf dem Spielfeld. Von 2016 bis Mitte 2017 stand er wieder bei Geylang unter Vertrag. Im Juli 2017 wechselte er zu dem ebenfalls in der ersten Liga spielenden Home United. 2018 feierte er mit Home die Vizemeisterschaft. Anfang 2019 kehrte er zu seinem ehemaligen Klub Geylang zurück. Hier stand er bis Januar 2022 unter Vertrag und absolvierte 55 Ligaspiele. Im Januar 2022 verpflichtete ihn der ebenfalls in der ersten Liga spielende Hougang United. Am 19. November 2022 stand er mit Hougang im Finale des Singapore Cup. Das Finale gegen die Tampines Rovers gewann man mit 3:2. Nach 46 Ligaspielen wechselte er im Januar 2024 zum ebenfalls in der ersten Liga spielenden Albirex Niigata (Singapur). Der Verein ist ein Ableger des japanischen Vereins Albirex Niigata.

### Nationalmannschaft
Sein Debüt in der singapurischen Nationalmannschaft gab Amy Recha gab am 11. November 2021 in einen Freundschaftsspiel gegen Kirgisistan. Bei der 2:1-Niederlage im Dolen-Omursakow-Stadion in der kirgisischen Hauptstadt Bischkek wurde er in der 77. Minute für Shawal Anuar eingewechselt.

## Erfolge
Geylang International
- Singapore League Cup: 2012 (Finalist)

Home United
- Singapurischer Vizemeister: 2018

Hougang United
- Singapore Cupsieger: 2022